# 쇼즈이역
쇼즈이역(일본어: 勝瑞駅)은 일본 도쿠시마현 이타노군 아이즈미정에 위치한 시코쿠 여객철도 고토쿠 선의 철도역이다. 역 번호는 T03이며, 상대식 승강장 2면 2선의 구조를 갖춘 지상역이다.

## 이용 현황
| 연도     | 하루 평균 | 연도     | 하루 평균 |
| 1995년도 | 1,363     | 2003년도 | 1,091     |
| 1996년도 | 1,355     | 2004년도 | 1,067     |
| 1997년도 | 1,251     | 2005년도 | 1,066     |
| 1998년도 | 1,232     | 2006년도 | 1,137     |
| 1999년도 | 1,237     | 2007년도 | 1,148     |
| 2000년도 | 1,211     | 2008년도 | 1,134     |
| 2001년도 | 1,199     | 2009년도 | 1,103     |
| 2002년도 | 1,100     | 2010년도 | 1,098     |
| -------- | --------- | -------- | --------- |

## 역 주변
- 쇼즈이 성 터

## 역사
- 1916년 7월 1일 : 아와 전기 궤도 (후의 아와 철도)의 정류장으로서 개업.
- 1933년 7월 1일 : 아와 철도 국유화.
- 1957년 3월 : 당초의 위치 보다 남쪽으로 이전, 현재의 역사가 완성.
- 1971년 4월 1일 : 본역 - 이케노타니 역 간의 아와이치바 역이 폐지.
- 1984년 1월 31일 : 화물 영업 폐지.
- 1987년 4월 1일 : 일본국유철도 분할 민영화에 의해, 시코쿠 여객철도가 승계.

## 인접 역
| 시코쿠 여객철도 고토쿠 선     | 시코쿠 여객철도 고토쿠 선 | 시코쿠 여객철도 고토쿠 선   |
| ----------------------------- | ------------------------- | --------------------------- |
| T 07 이타노 오카야마 방면     | 특급 '우즈시오'           | 도쿠시마 T 00 도쿠시마 방면 |
| T 04 이케노타니 다카마쓰 방면 | 보통                      | 요시나리 T 02 도쿠시마 방면 |